# Napori
「napori」（ナポリ）は、日本のシンガーソングライター・Vaundyの楽曲。2020年5月27日にリリースされた1stアルバム『strobo』に収録されている。

## 概要
本楽曲はVaundyの1stアルバム『strobo』の収録曲の1つである。
2020年の下旬から、同じく『strobo』に収録されている「不可幸力」のヒットによる同アルバムへの注目や本楽曲を使用したTikTok動画の増加により、徐々に知名度が拡大した。
本楽曲のリリースから約1年3ヶ月が経過した2021年9月7日より、本楽曲を起用したブルボンのアルフォートの新CMの放送が開始された。
歌詞の中に出てくる縁は(べり)と読む。

## チャート成績
2021年7月、ストリーミングの累計再生回数が1億回を突破した。 これにより、Vaundyの1億回再生突破楽曲は、「不可幸力」に続いて、2曲目となった。
2025年5月時点で、ストリーミングの累計再生回数は4億回を突破している。

### 認定とセールス
|                                | 認定 (RIAJ)        | 売上/再生回数       |
| ------------------------------ | ------------------ | ------------------- |
| ダウンロード                   | 未公表             | -                   |
| ストリーミング                 | トリプル・プラチナ | 400,000,000 *回再生 |
| *認定のみに基づく売上/再生回数 |                    |                     |

## タイアップ
- ブルボン アルフォートミニチョコレート「アルフォート、ある？」編 CMソング